# 1882 no desporto

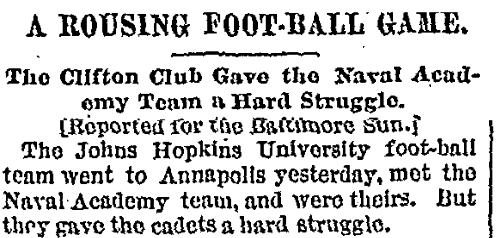
Um cartaz de um jogo em 1882

## Eventos

### Futebol
- Fundação do Corinthians Football Club, da Inglaterra.
- Fundação do Queens Park Rangers Football Club, da Inglaterra.
- Fundação do Racing Club de France, da França.
- Fundação do Tottenham Hotspur Football Club, da Inglaterra.

### Xadrez
- Torneio de xadrez de Viena de 1882, vencido por Wilhelm Steinitz.[1]

## Nascimentos
| Data           | Nome                     | Profissão            | Nacionalidade  | Observações | Ref   |
| -------------- | ------------------------ | -------------------- | -------------- | ----------- | ----- |
| 6 de fevereiro | Walter Jakobsson         | patinador artístico  | Finlândia      | m. 1957     | [ 2 ] |
| 26 de Maio     | Roderick McMahon         | wrestler e boxe      | Estados Unidos | m. 1954     | [ 3 ] |
| 18 de junho    | Richard Johansson        | patinador artístico  | Suécia         | m. 1952     | [ 4 ] |
| 27 de setembro | Dorothy Greenhough-Smith | patinadora artística | Reino Unido    | m. 1965     | [ 5 ] |

## Mortes
| Data | Nome | Profissão | Nacionalidade | Observações | Ref |
| ---- | ---- | --------- | ------------- | ----------- | --- |